# Biserica Sfântul Petru din Cluj-Napoca
Biserica „Sfântul Petru" (în maghiară Szentpéteri templom) este o biserică romano-catolică situată pe B-dul 21 decembrie 1989, nr. 85, din Cluj-Napoca (mai demult "Strada Sfântul Petru"). Lăcașul a fost construit în forma actuală în stil neogotic la mijlocul secolului al XIX-lea, pe fundamentul unei biserici mai vechi datată din secolul al XV-lea. 

## Descriere
Aceasta se afla în satul Sf. Petru, situat la est de Cluj. Satul a fost distrus la una din invaziile tătarilor, fiind apoi reconstruit. În anul 1560 biserica a devenit unitariană și a fost distrusă din nou, în timpul răscoalei lui Rákoczi (războiul Curuților), fiind reconstruită pe vechiul amplasament în anul 1711, după ce a fost retrocedată romano-catolicilor, urmând ca în 1724 să fie folosită de minoriți (Ordinul Romano-Catolic Franciscan al Minoriților). Actualul edificiu a fost ridicat în 1844-1846 de meșterul Anton Kagerbauer, pe temelia vechii biserici, ajunsă într-o stare avansată de degradare.

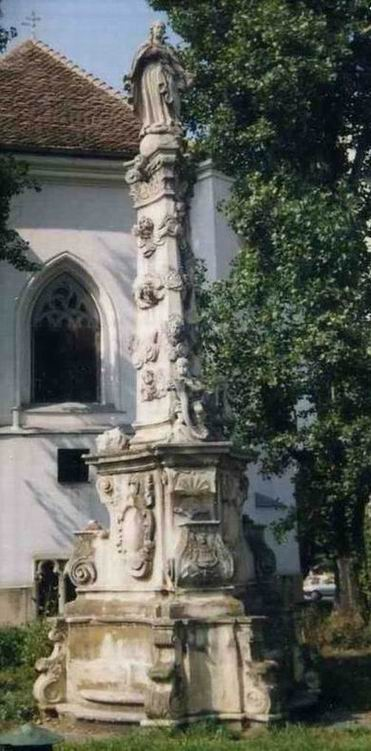
Statuia Fecioarei Maria, protectoarea Clujului,
pe fostul amplasament din spatele bisericii
(B-dul 21 decembrie 1989, nr. 85)

Inițial, atât interiorul, cât și exteriorul bisericii, a fost decorat ca și Biserica Încoronării, din Budapesta. Aspectul actual se datorează modificărilor dintre anii 1844-1848. În 1977 a fost renovată.
Biserica "Sf. Petru" este clasată pe lista monumentelor istorice din România din 2010, având codul: CJ-II-m-B-07245.
În fața bisericii se află impozantul portal baroc, inițial amplasat în fața bisericii "Sf. Mihail" , iar în spatele bisericii se afla statuia Fecioarei Maria (protectoarea Clujului), așezată inițial pe strada Universității. Statuia a fost mutată pentru a fi salvată de administrația comunistă, care nu o agrea. Biserica și portalul au fost renovate, dar statuia se afla într-o avansată stare de degradare, poziția, de altfel, fiind foarte nepotrivită unui astfel de monument. Recent statuia a fost repusă pe amplasamentul ei inițial.

## Imagini

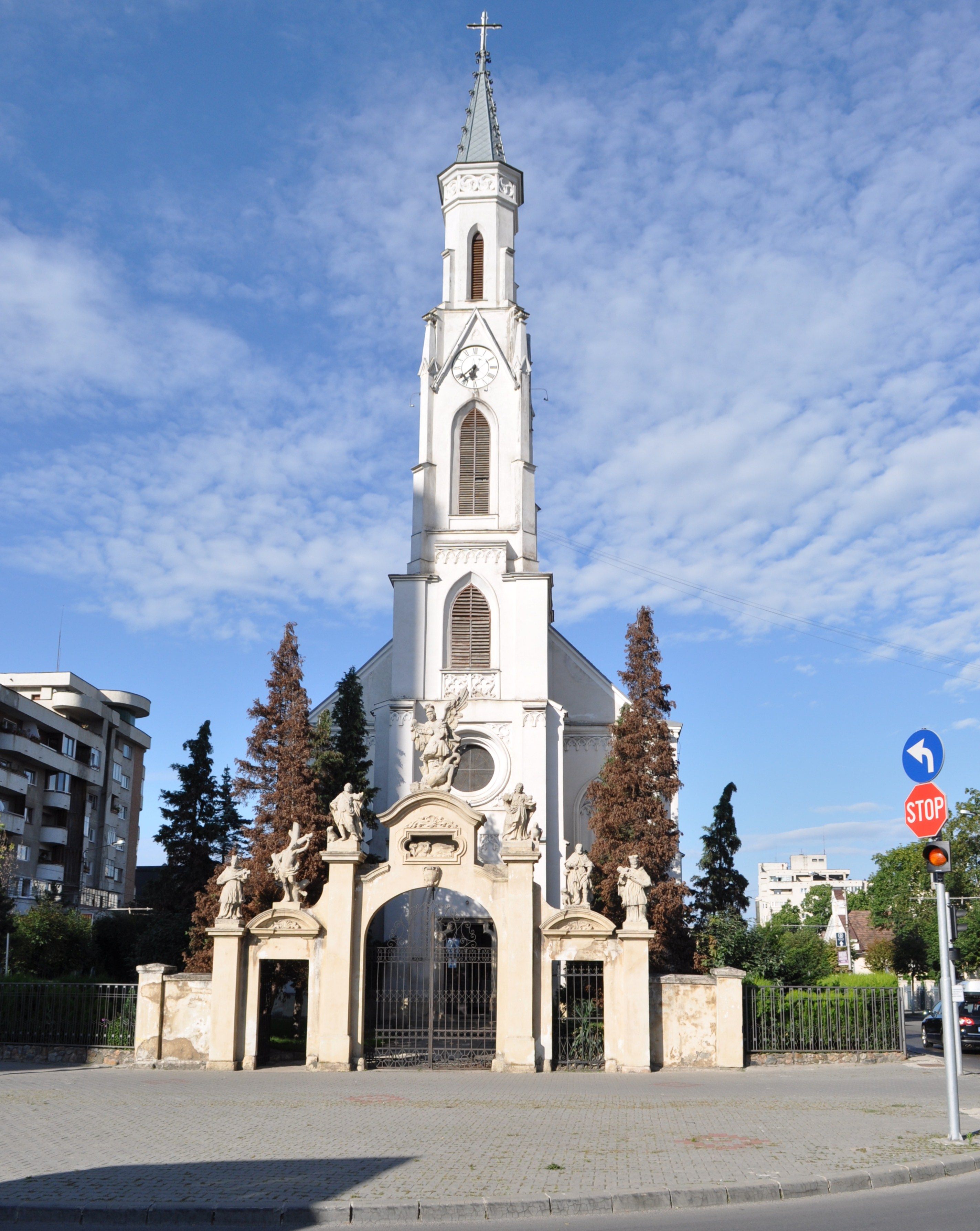
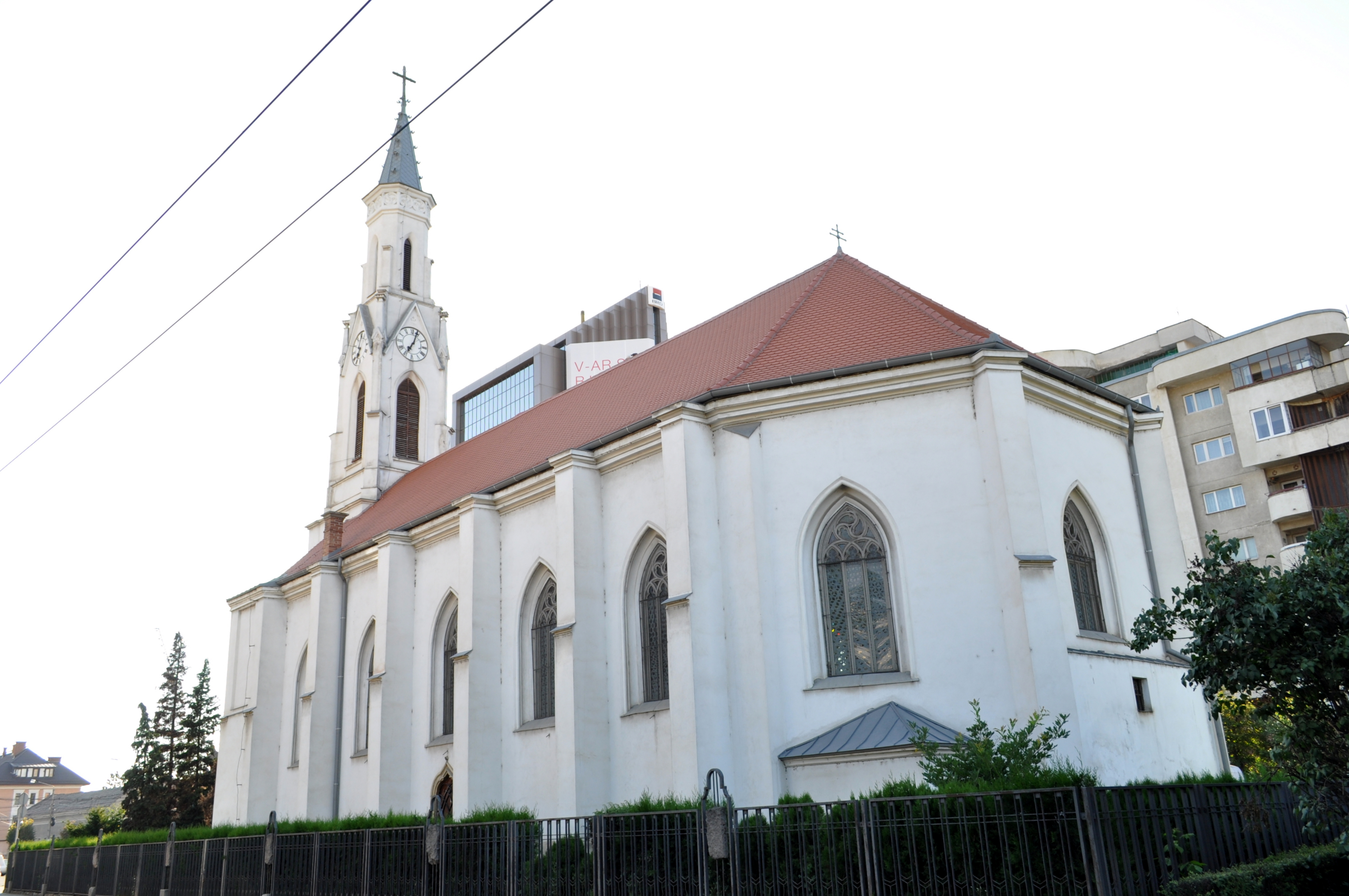
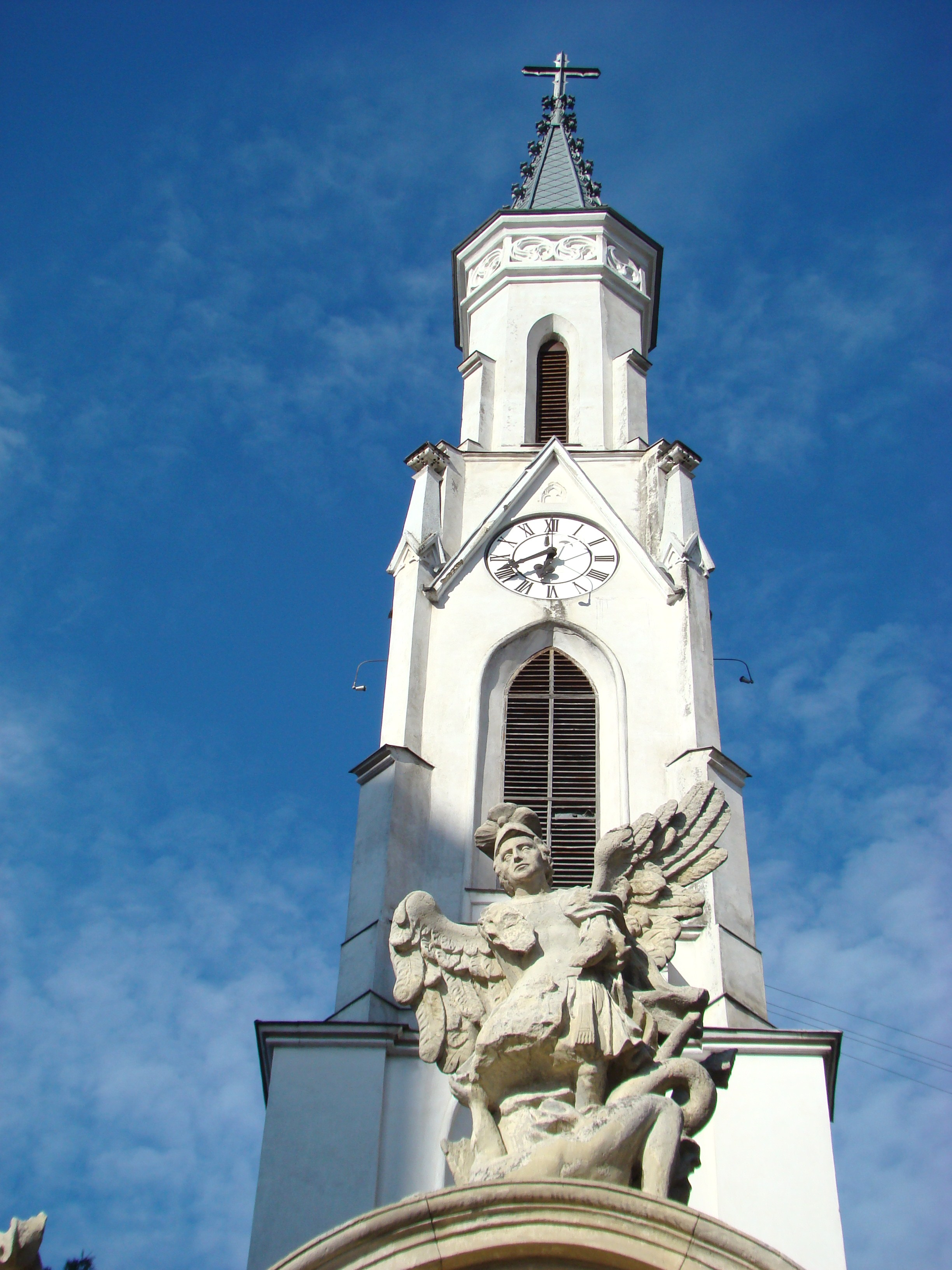
Arhanghelul Mihail, apărătorul Bisericii Catolice
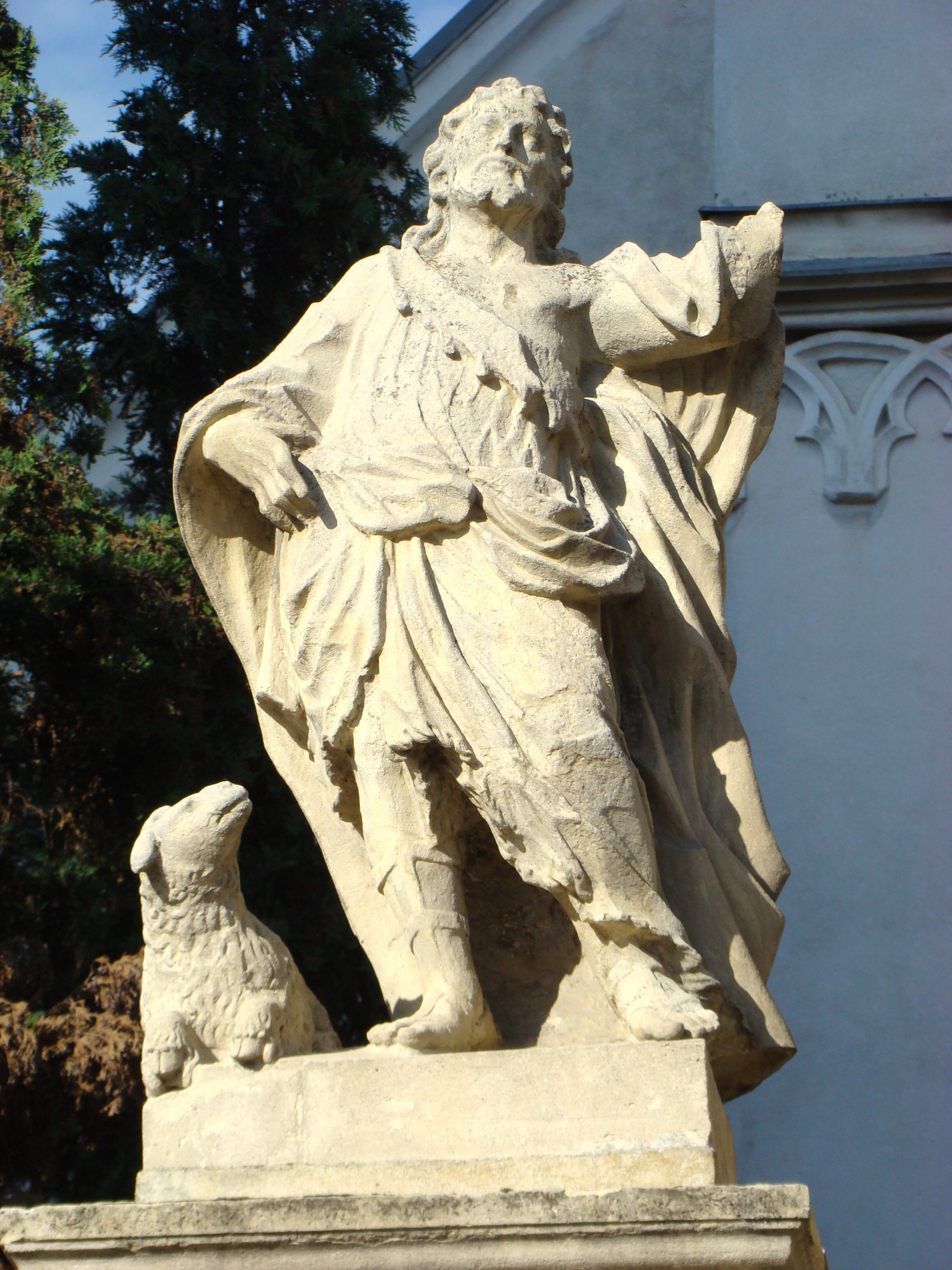
Sf. Cristofor
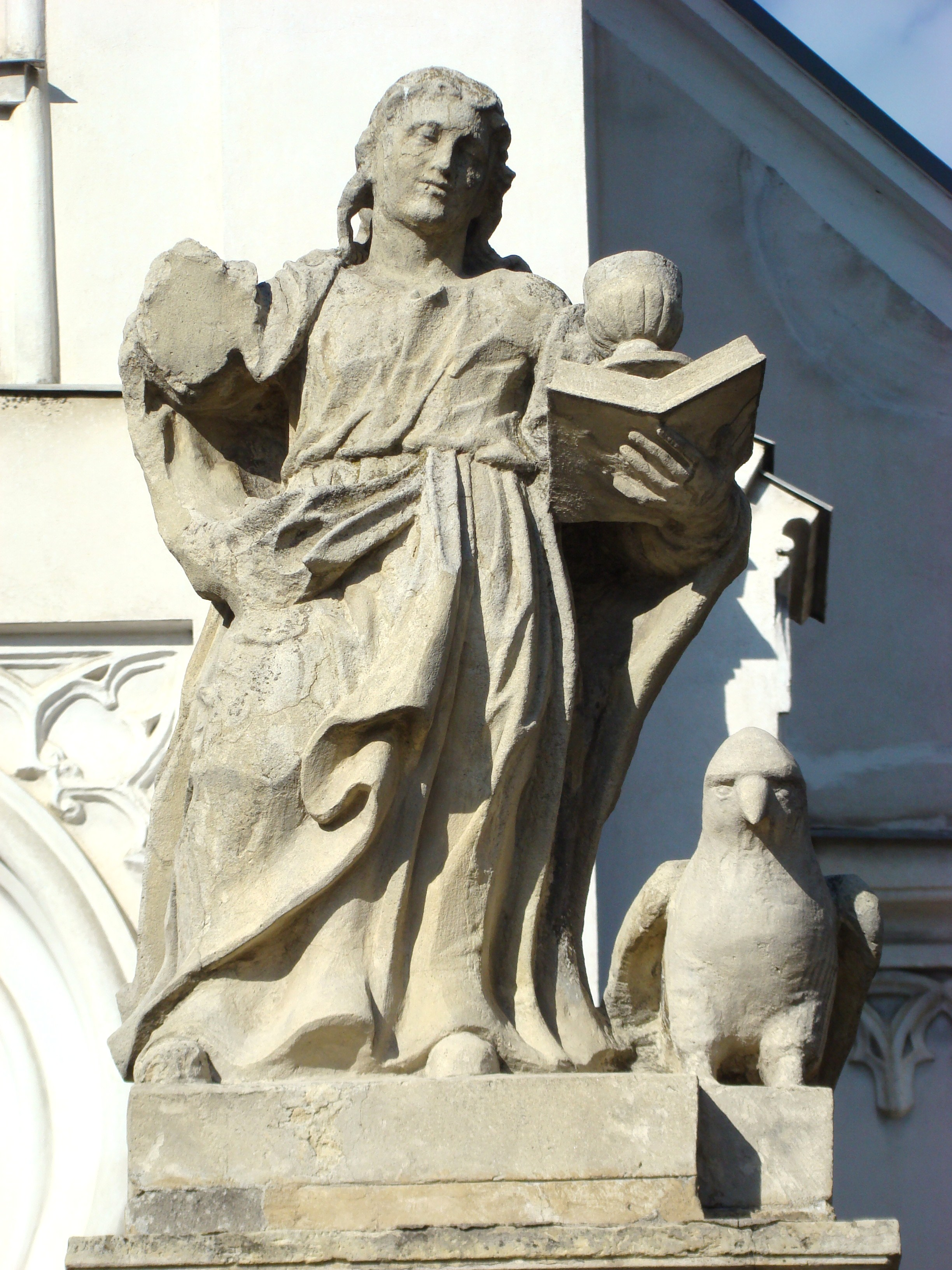
Sfânta Scolastica
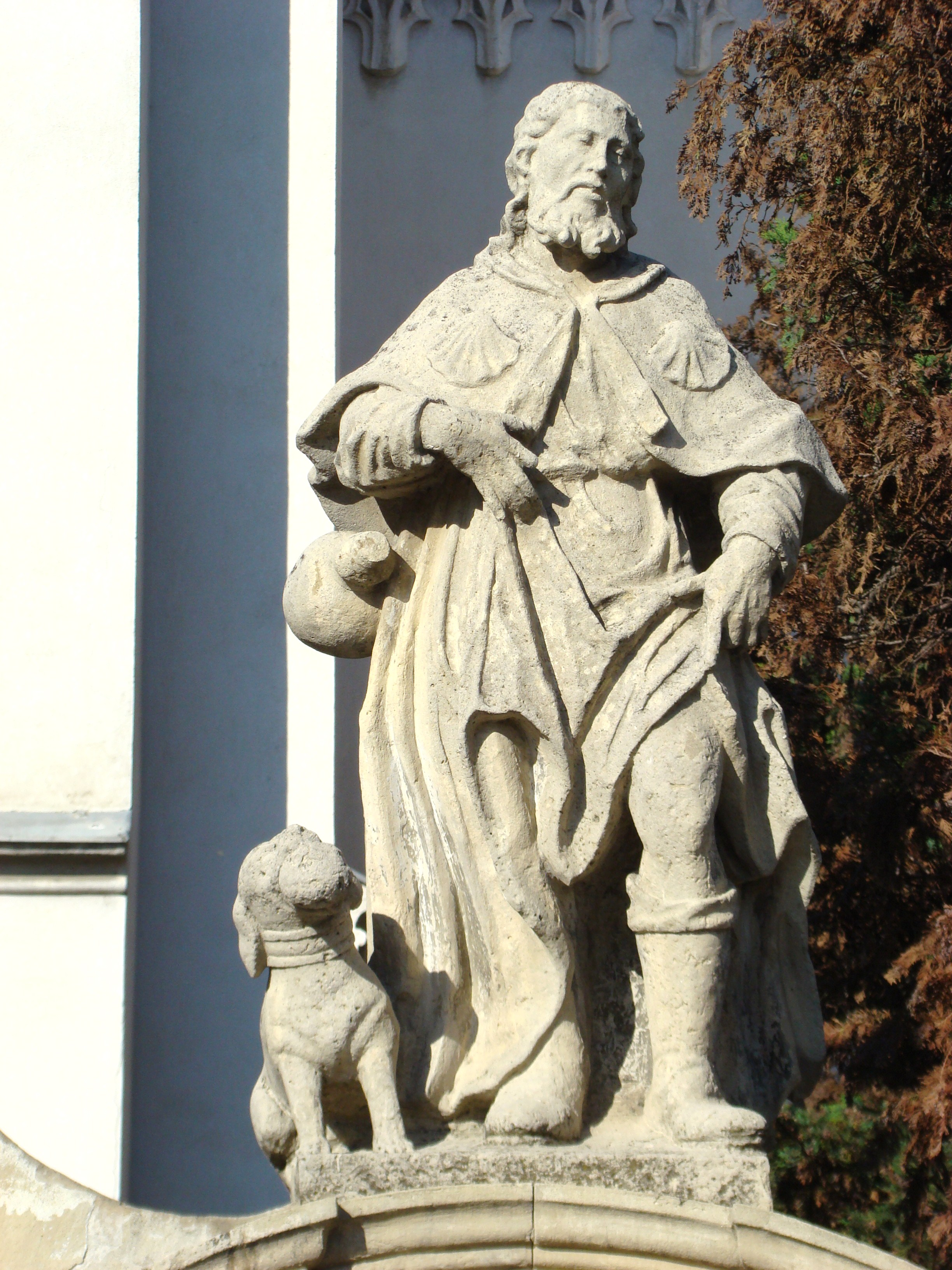
Sfântul Brendan din Clonfert
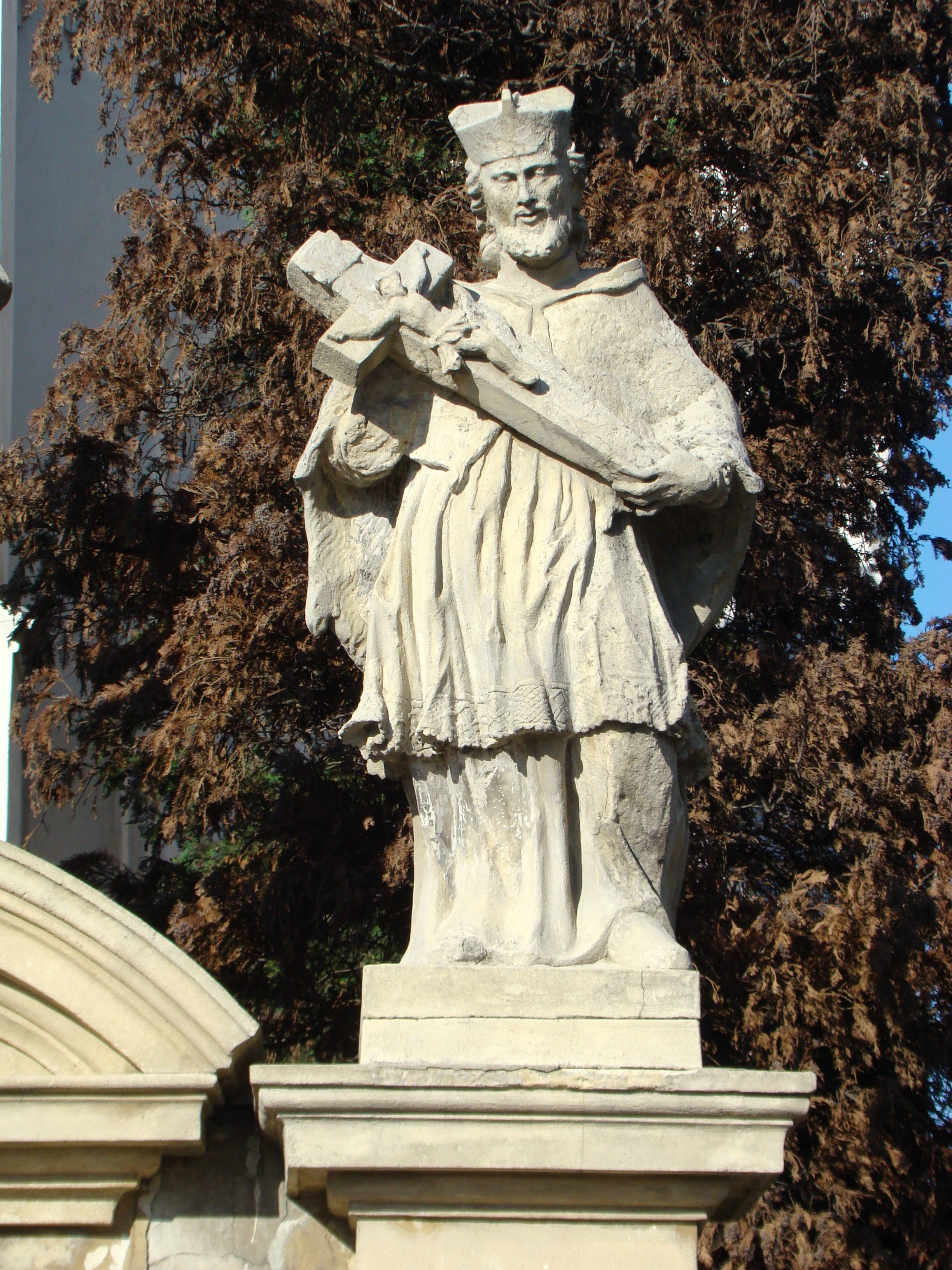
Sf. Ioan Nepomuk
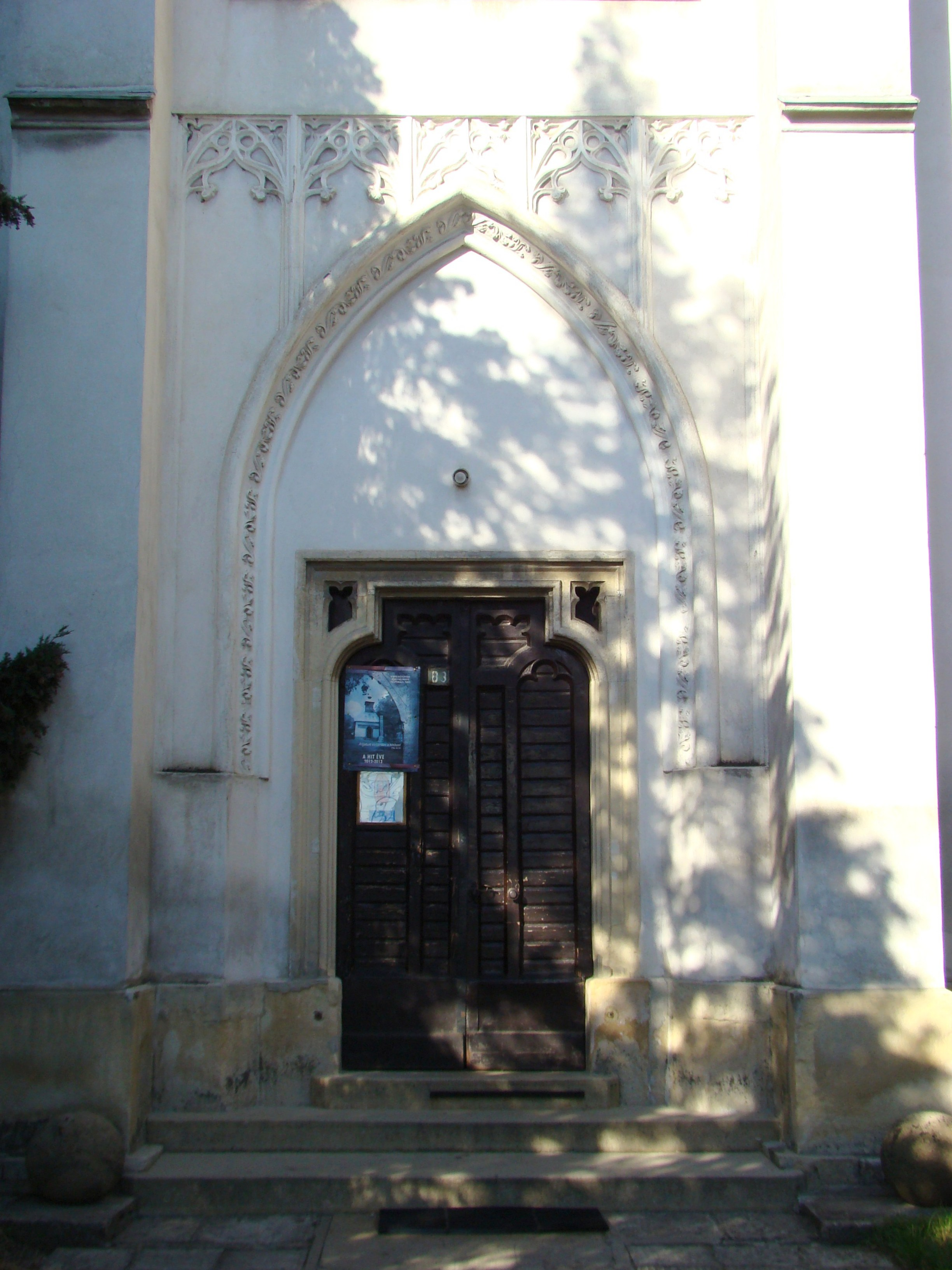
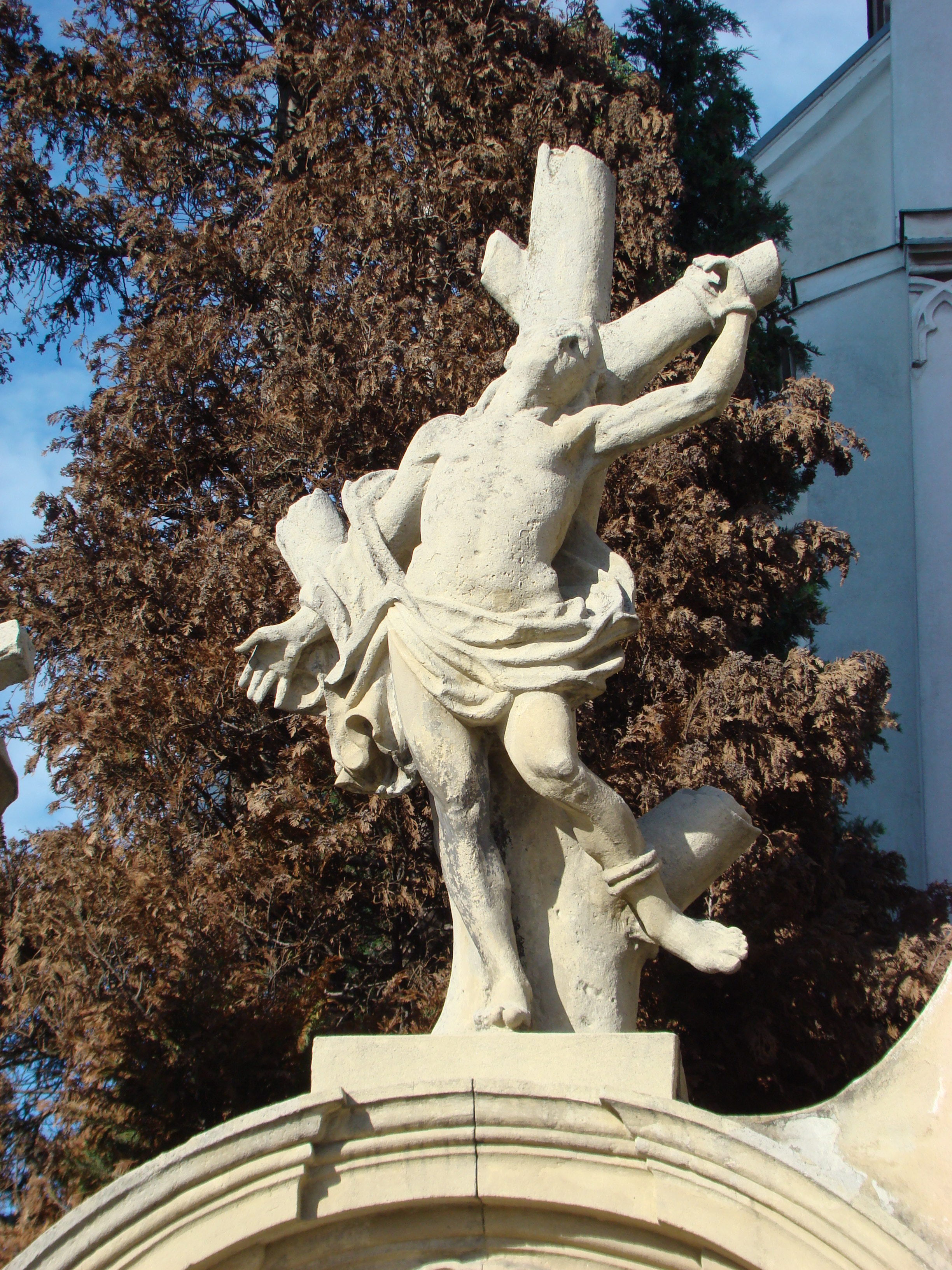
Sf. Sebastian
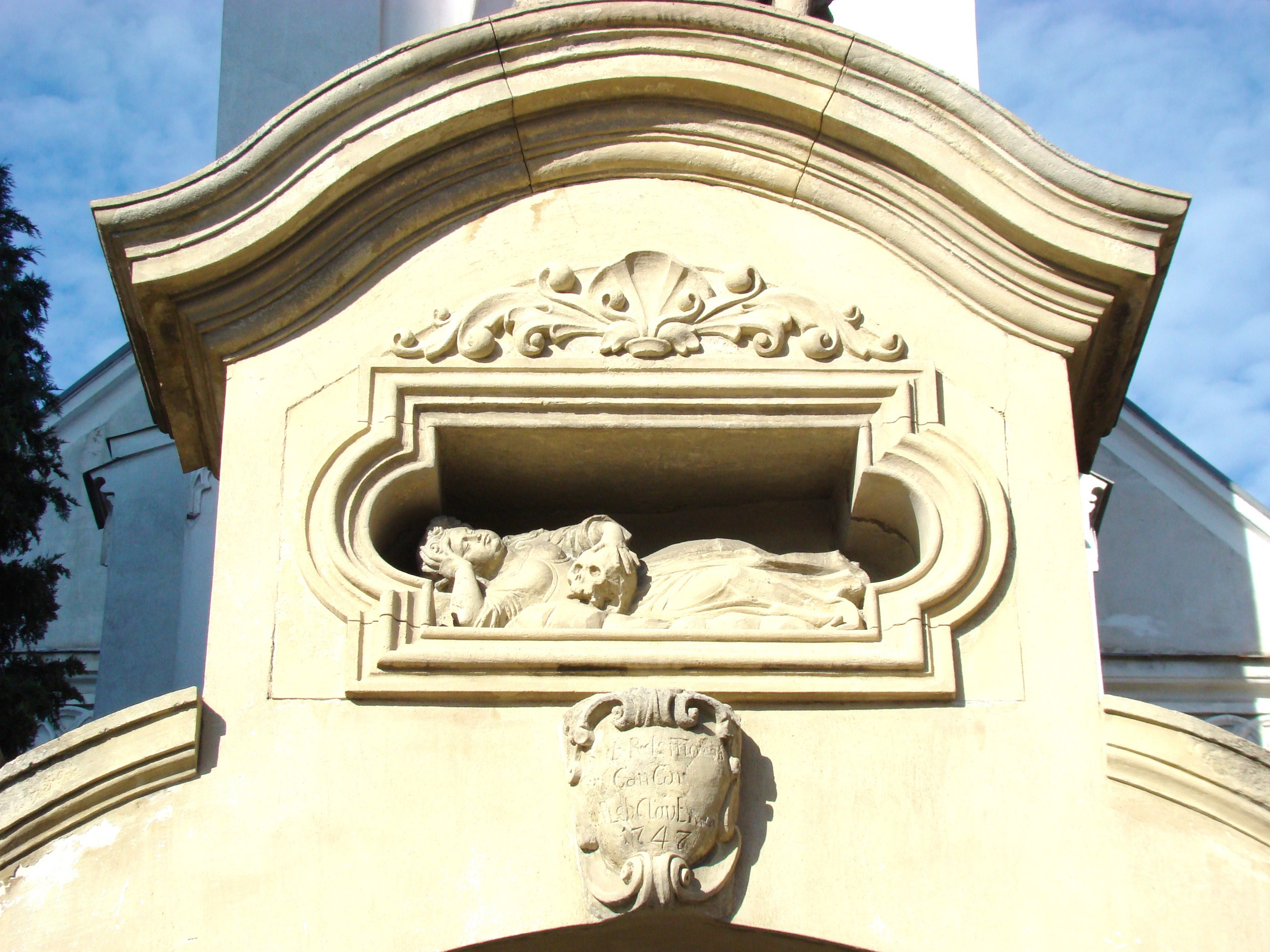
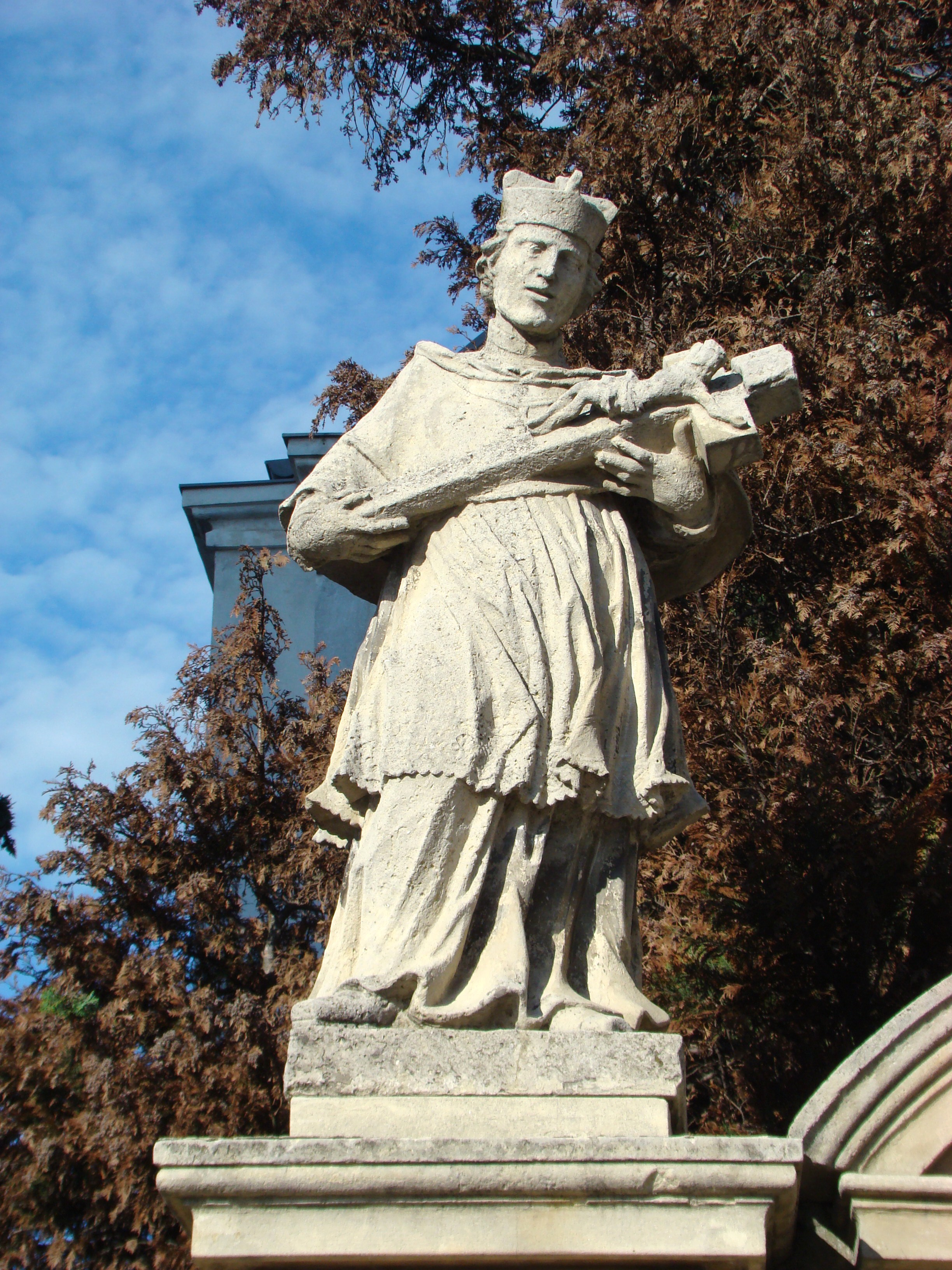
Sf. Petru Faber
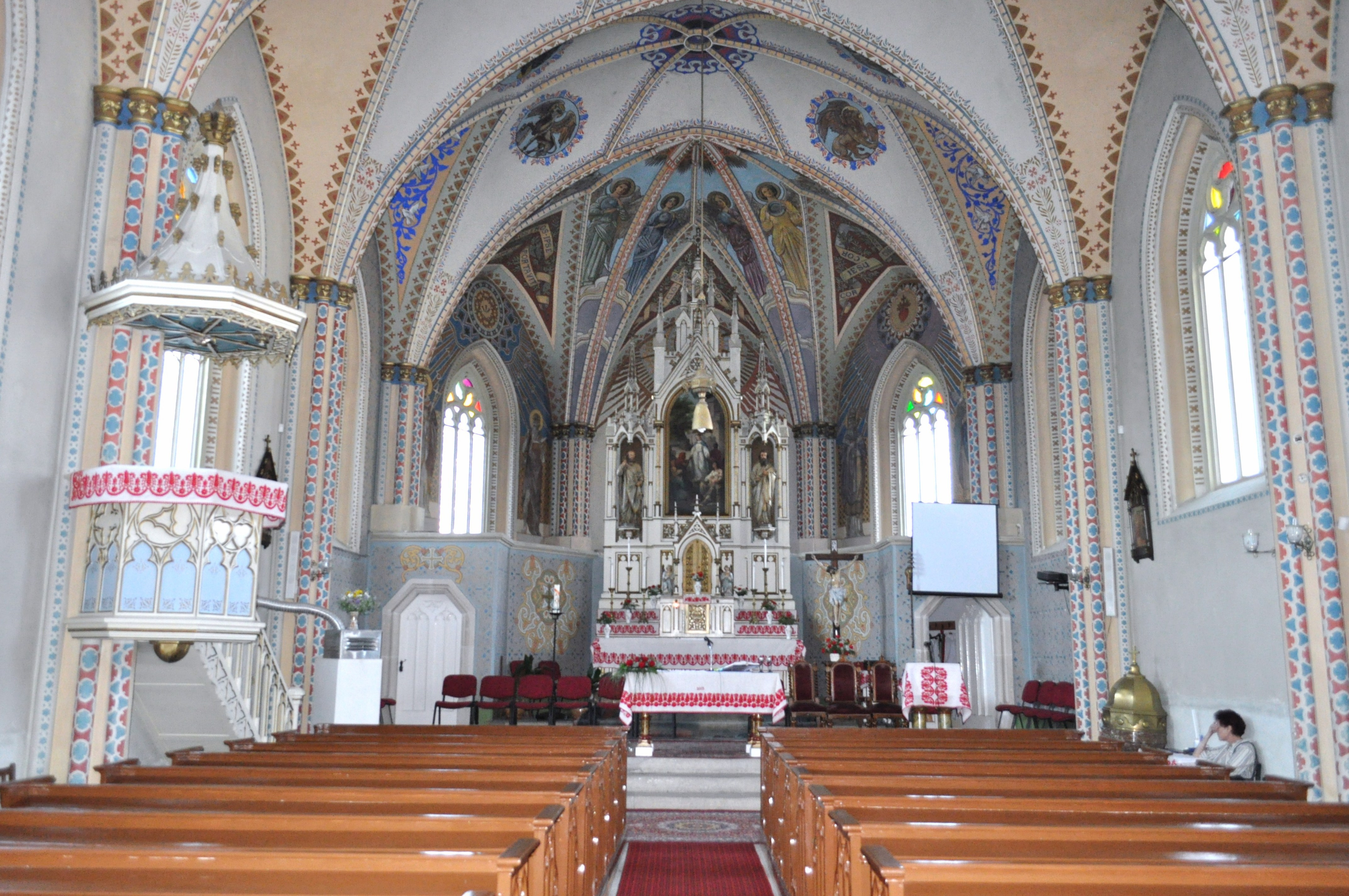
Aleea ce duce la altarul principal
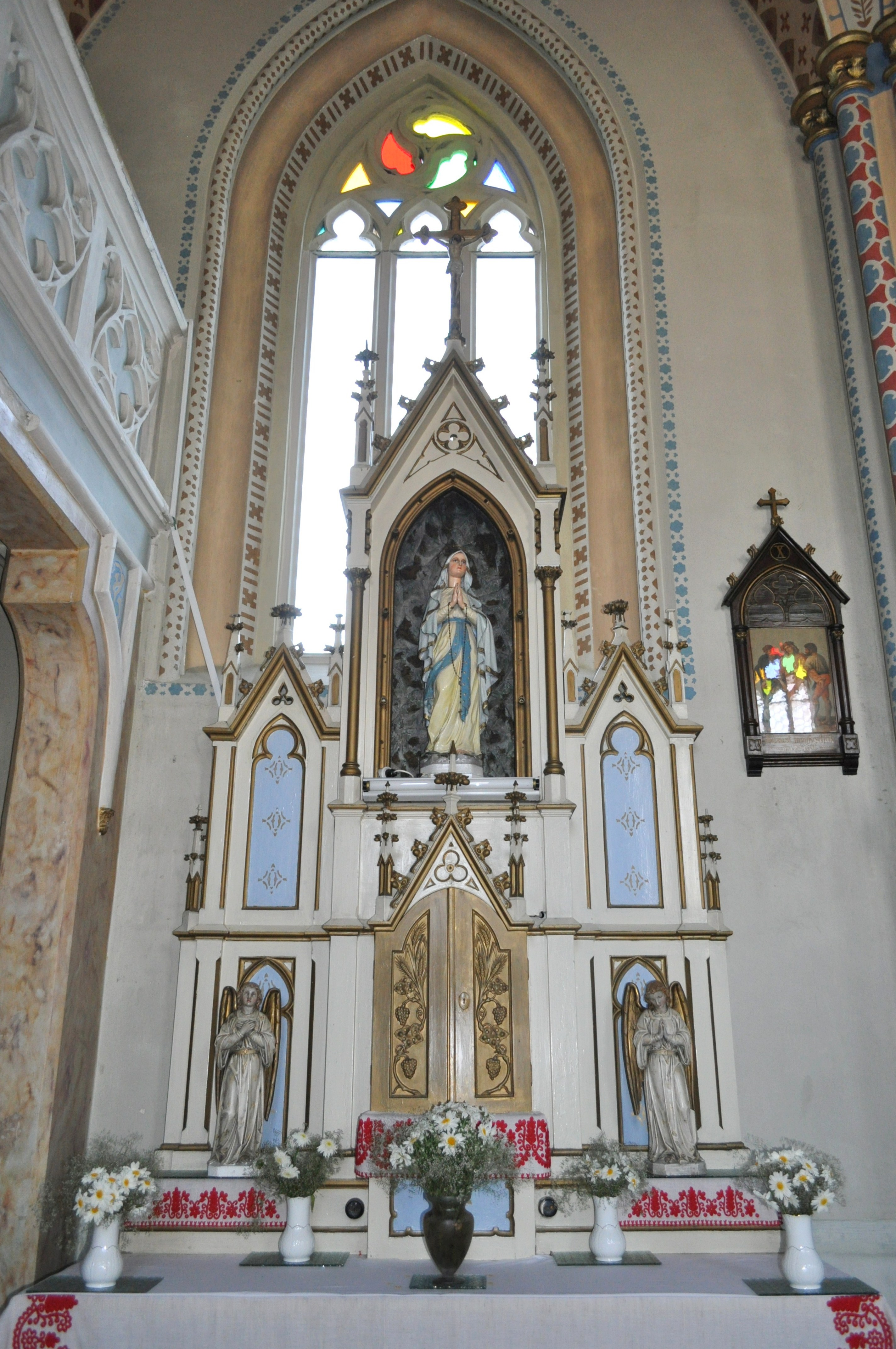
Altar secundar
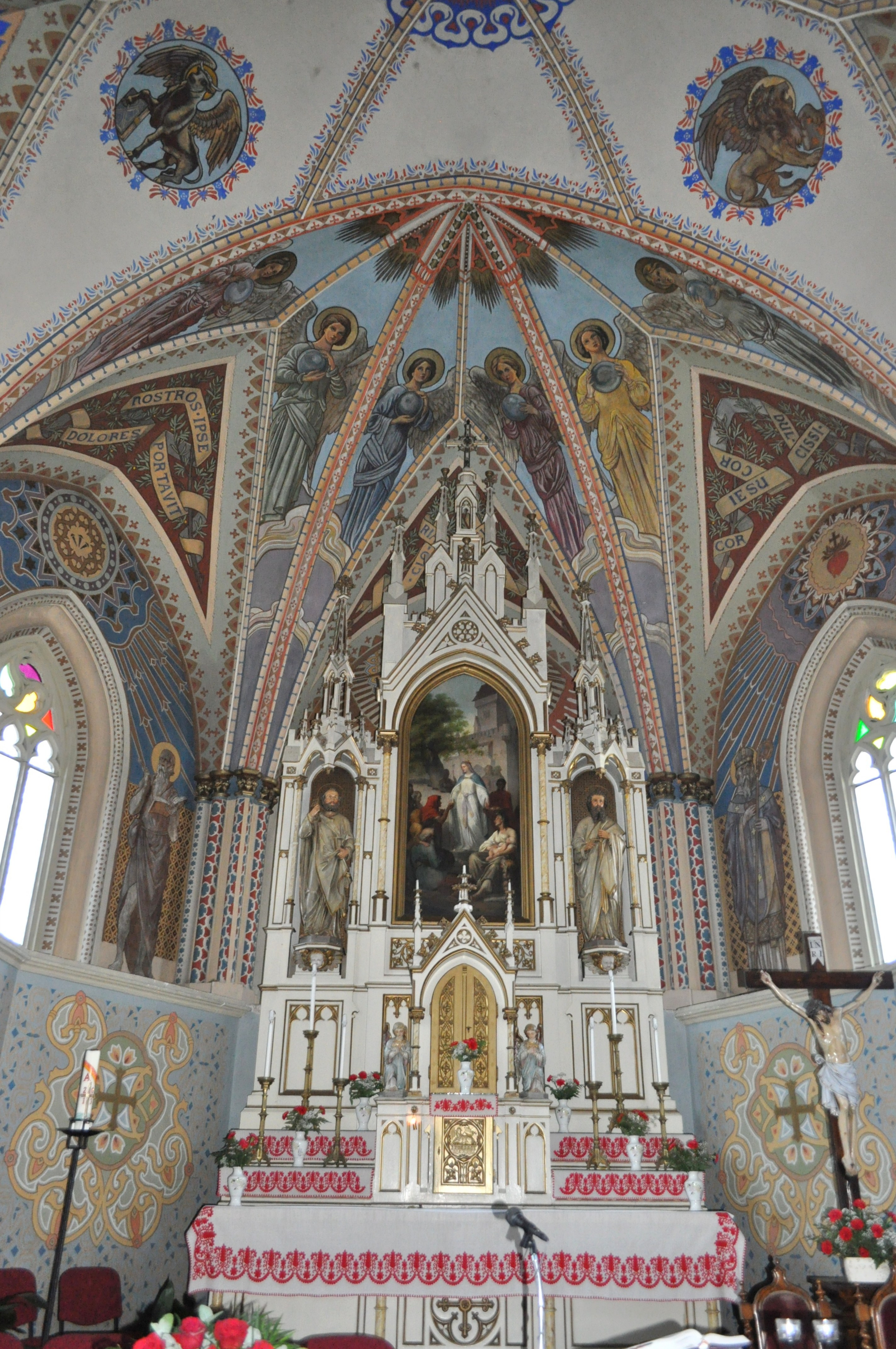
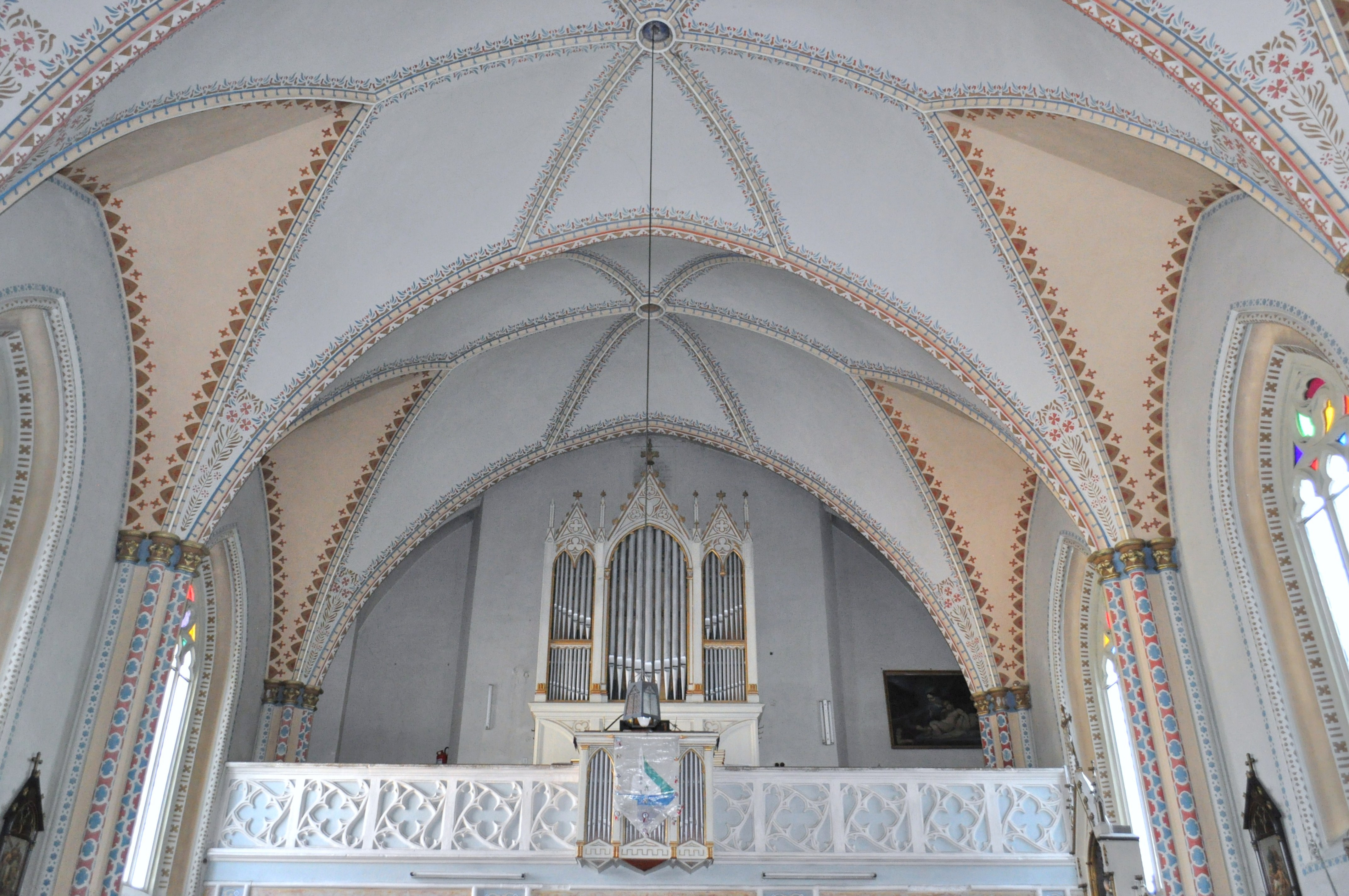
Corul, cu orga
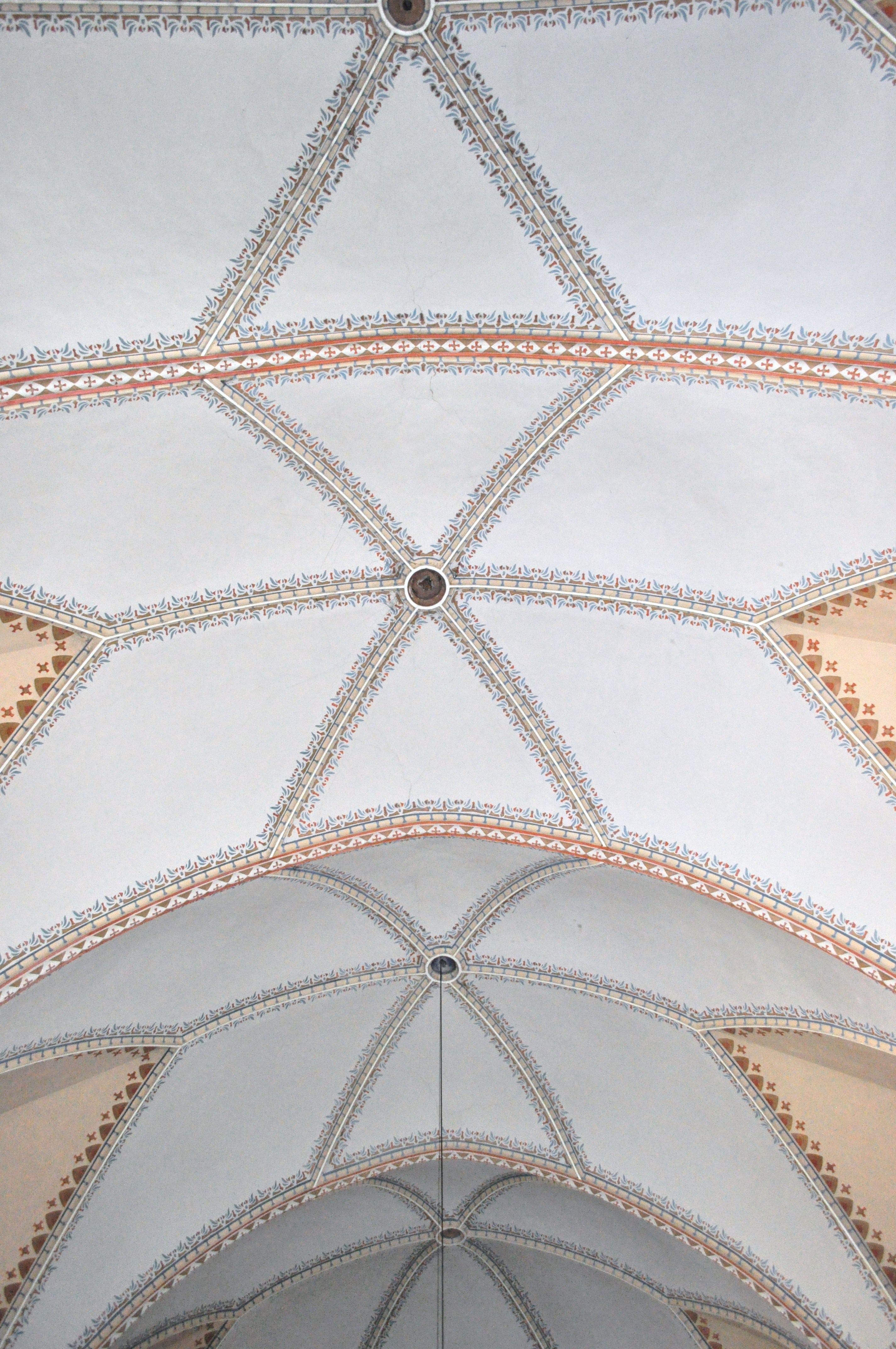
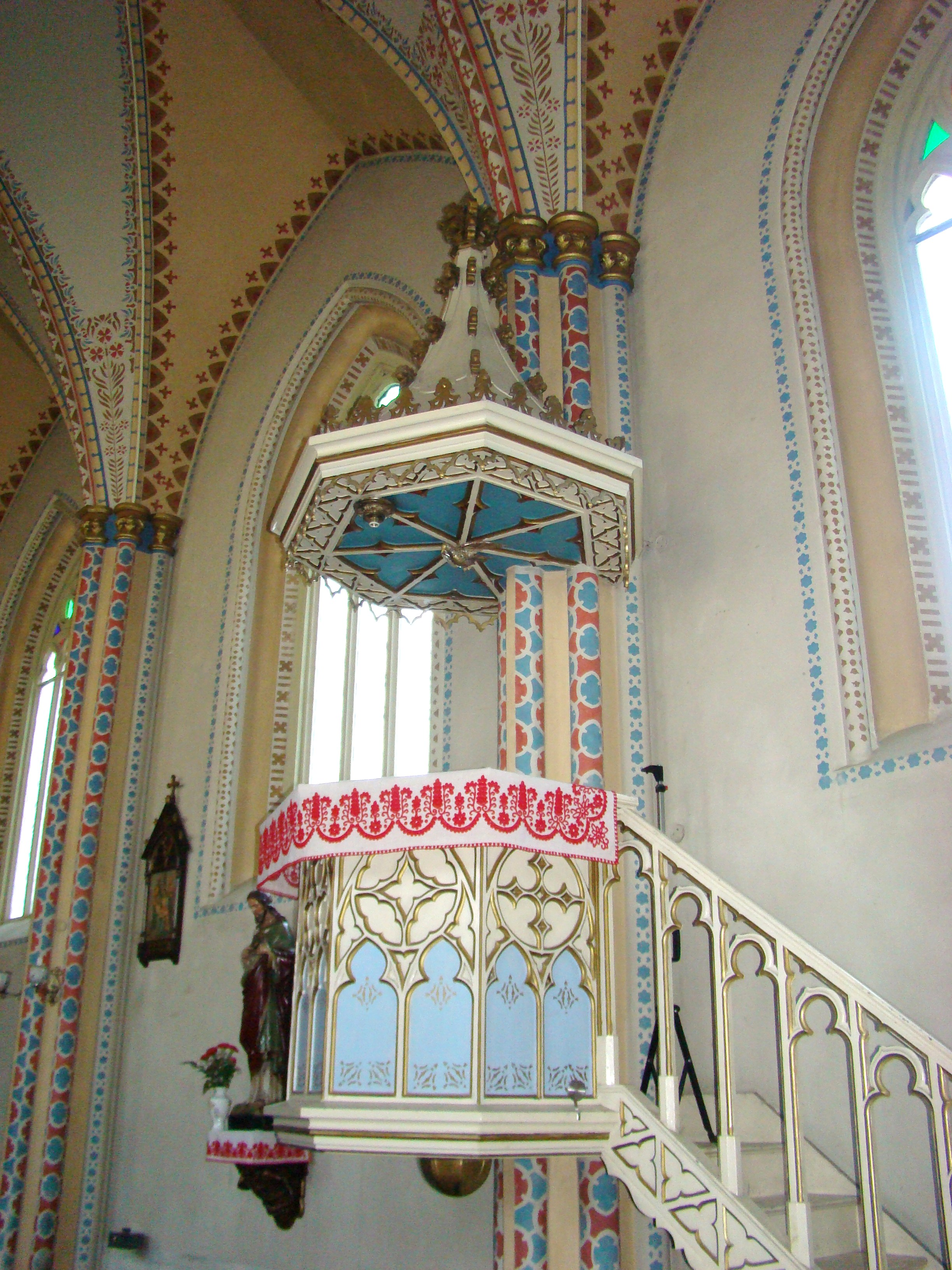
Amvonul
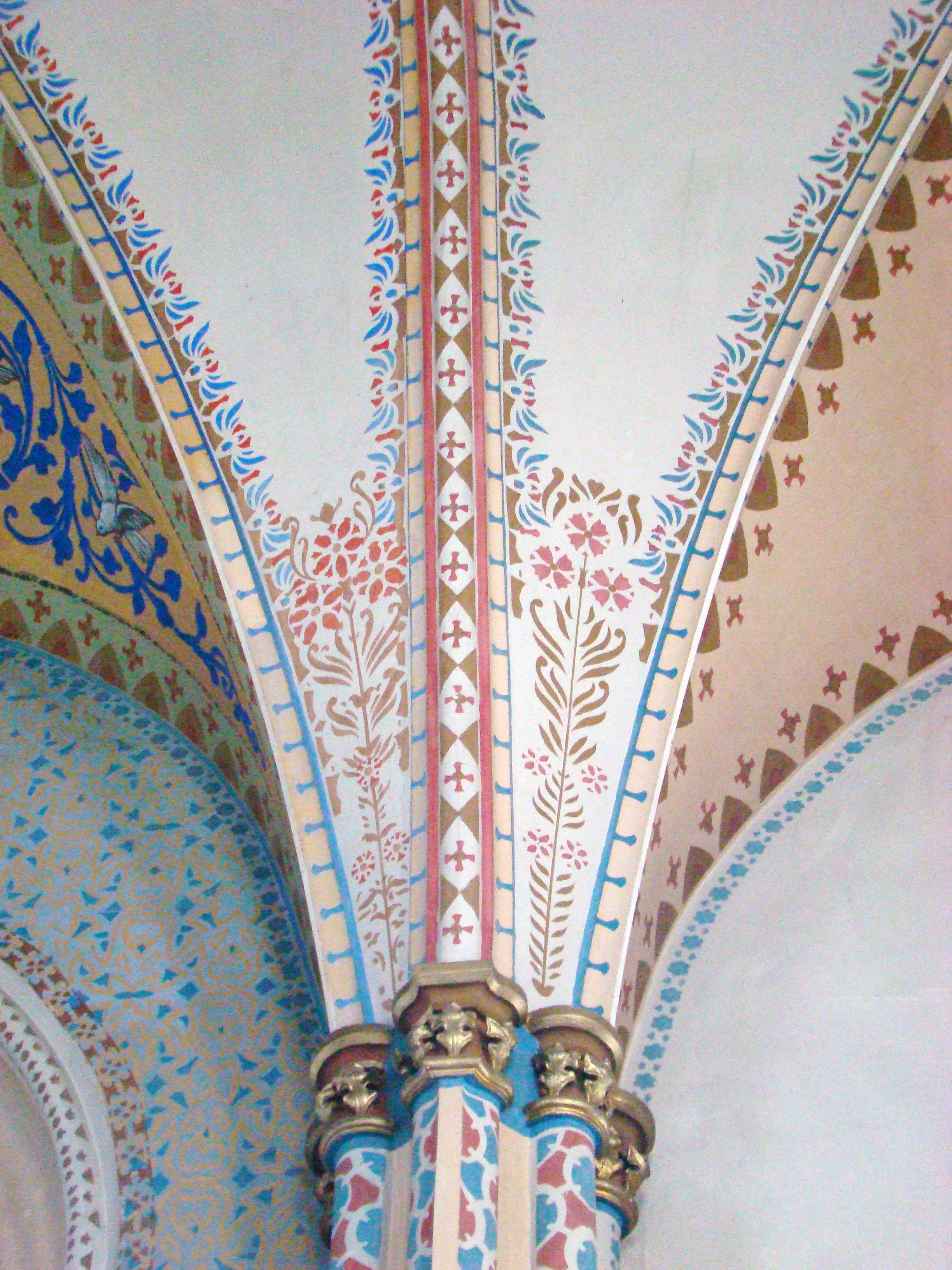
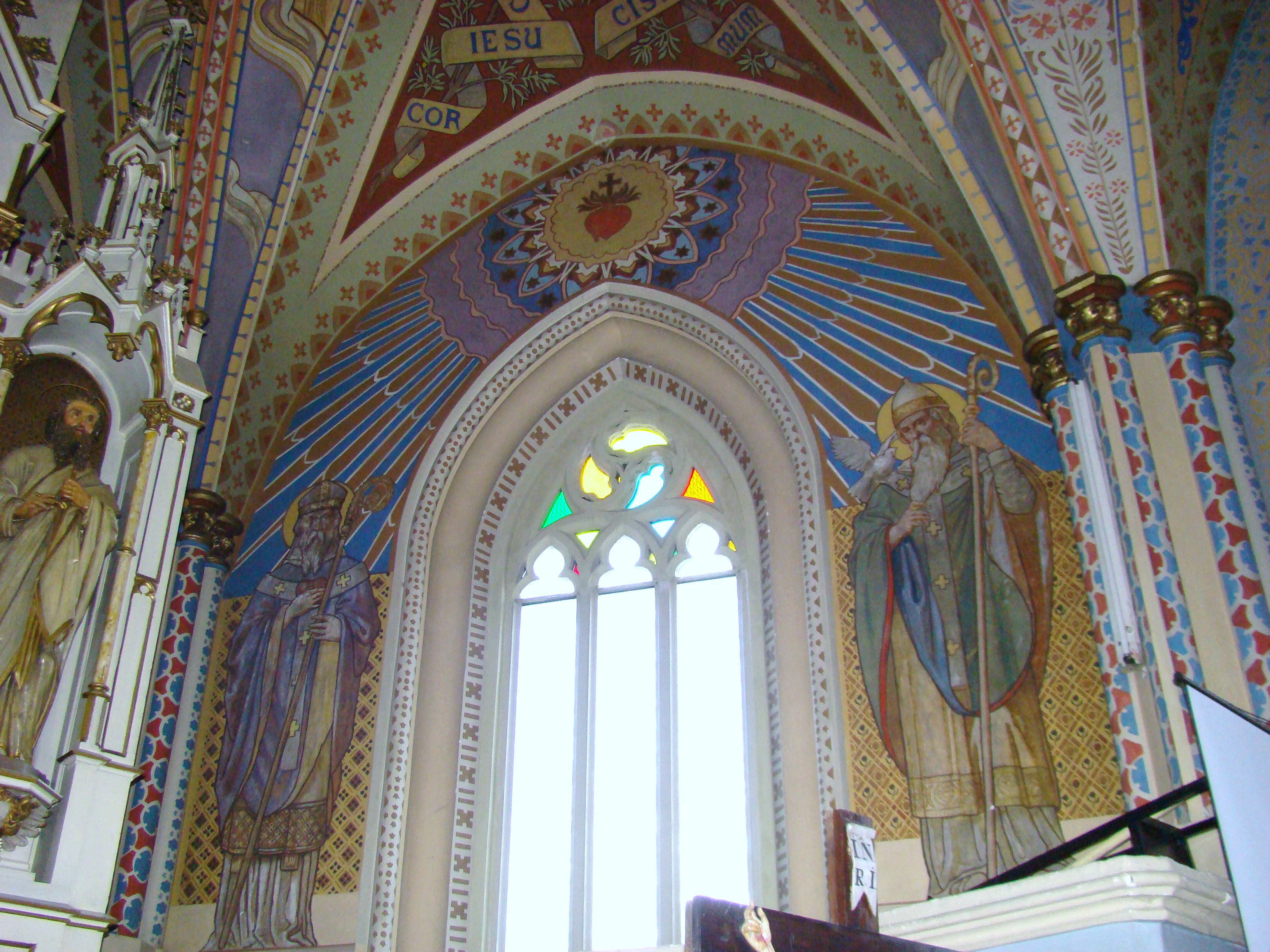
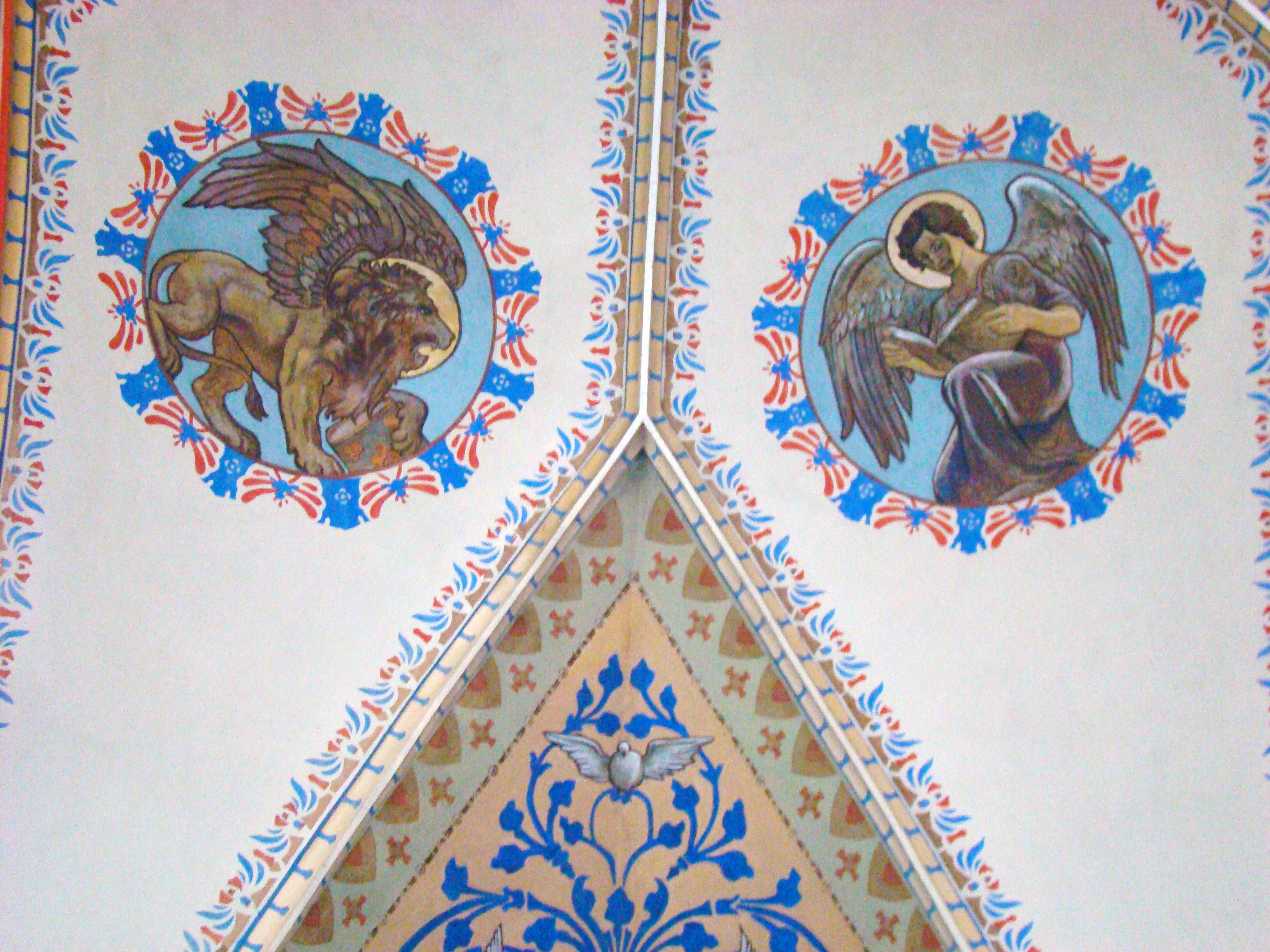
Sfinții Marcu și Matei, evangheliști
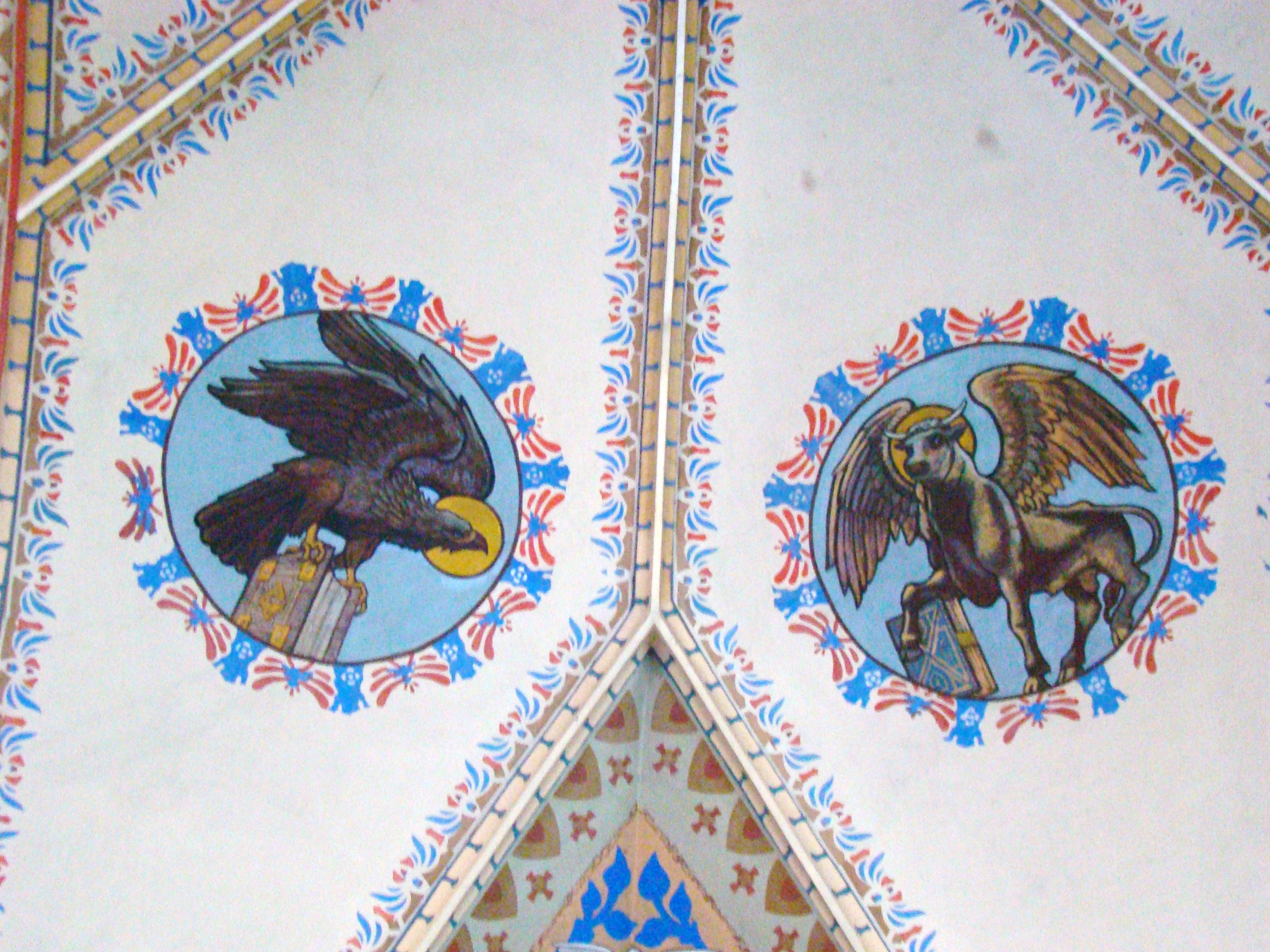
Sfinții Ioan și Luca, evangheliști
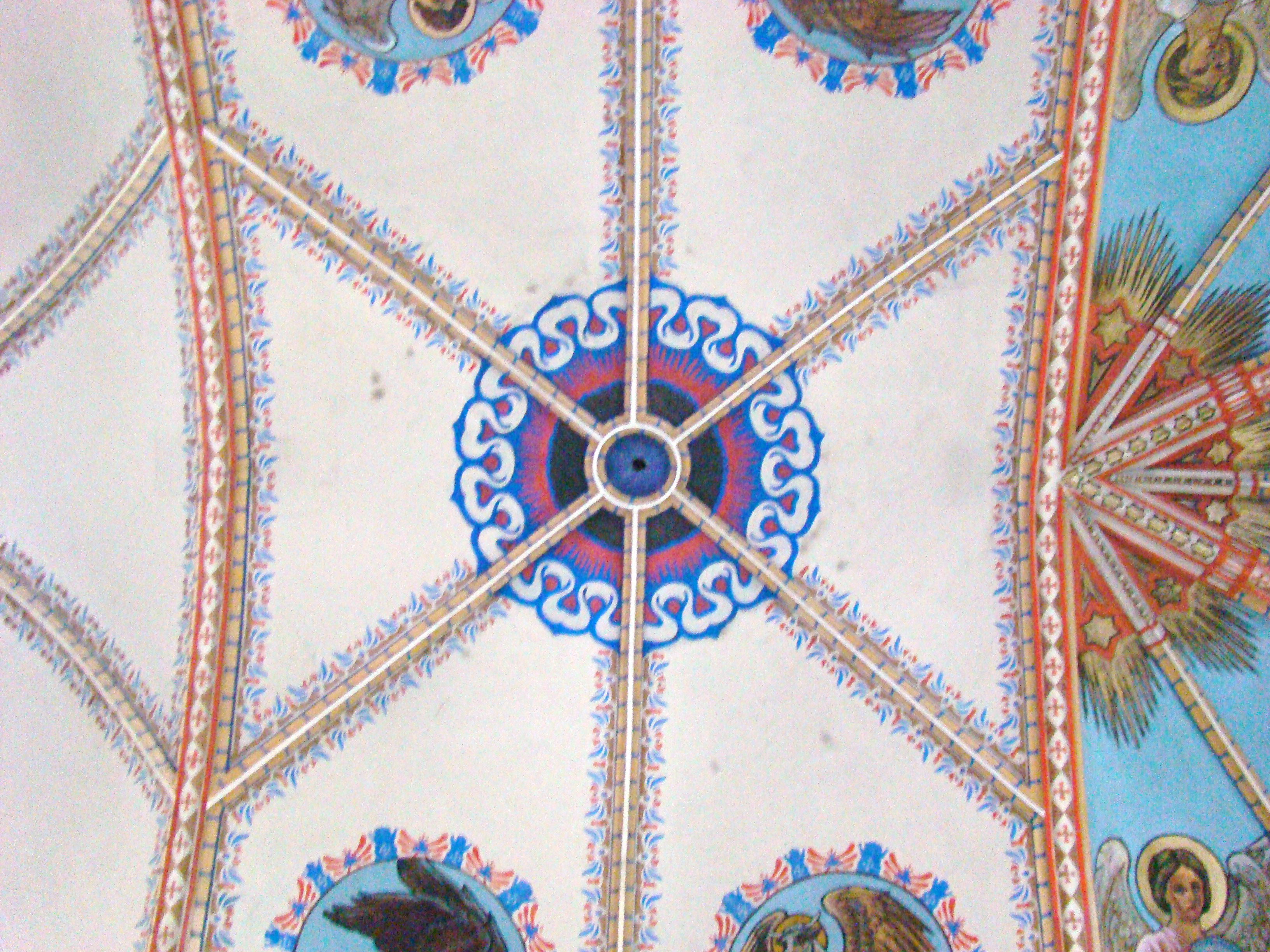
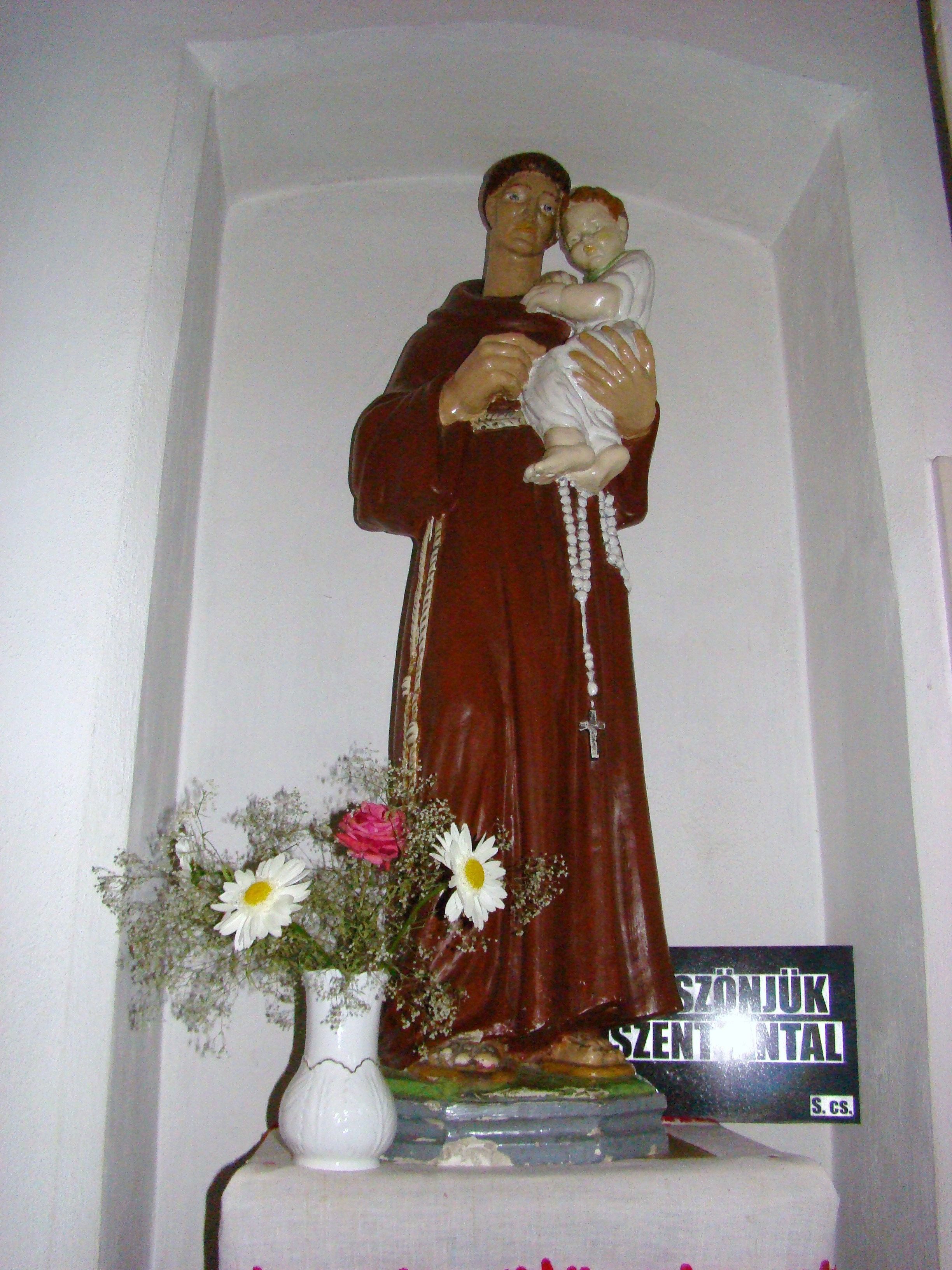
Sf. Anton din Padova
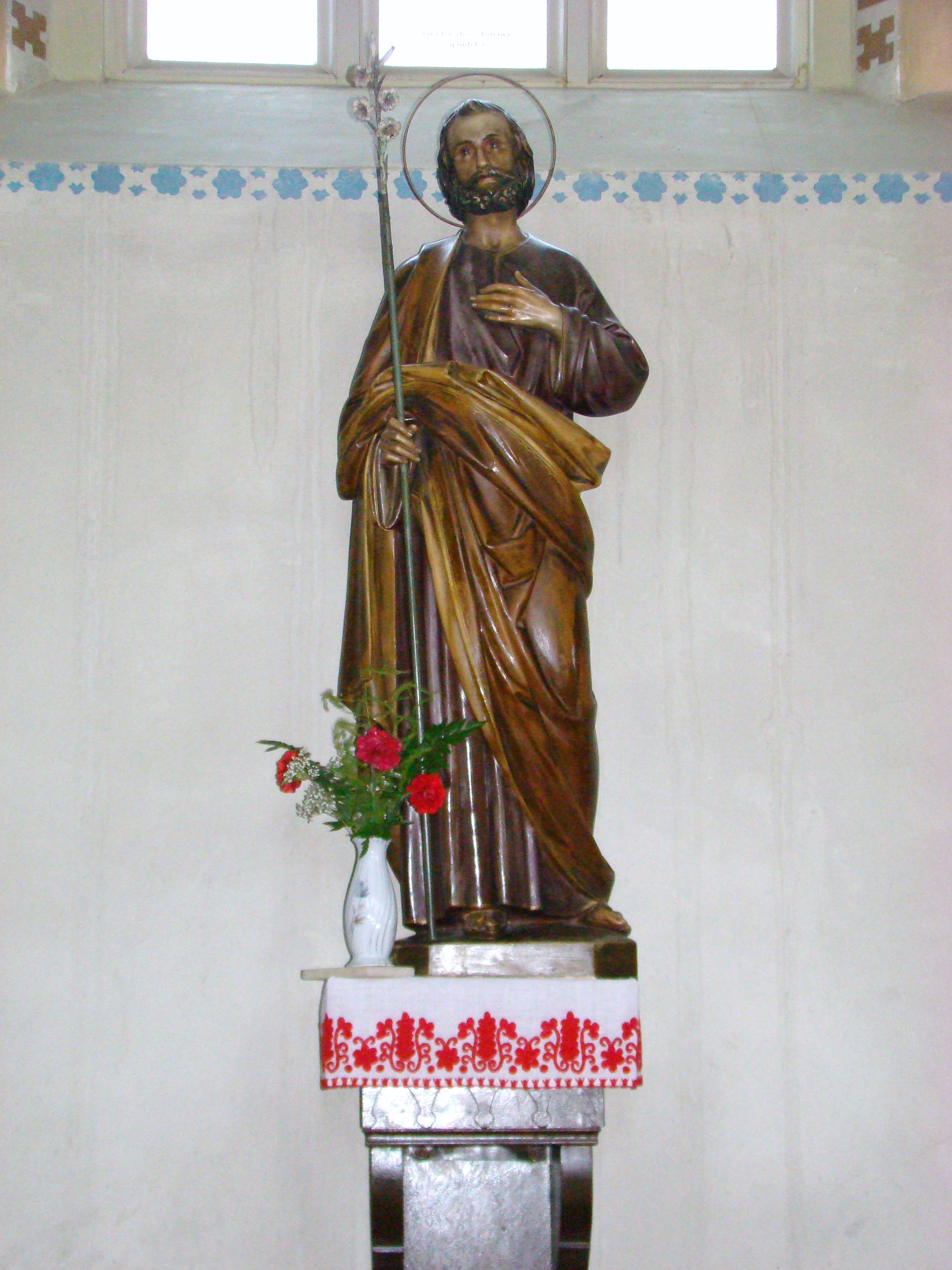
Sf. Iosif Muncitorul
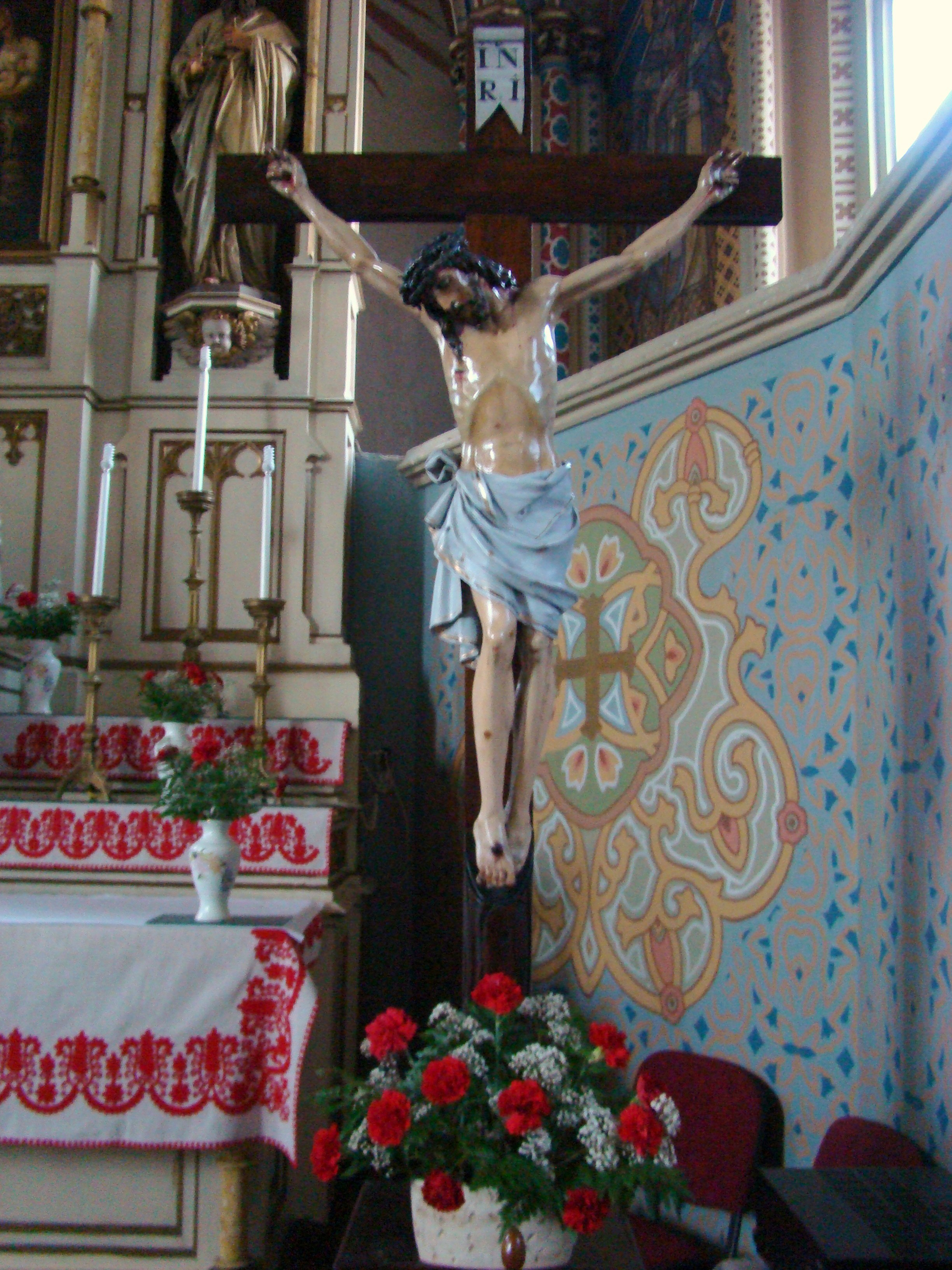
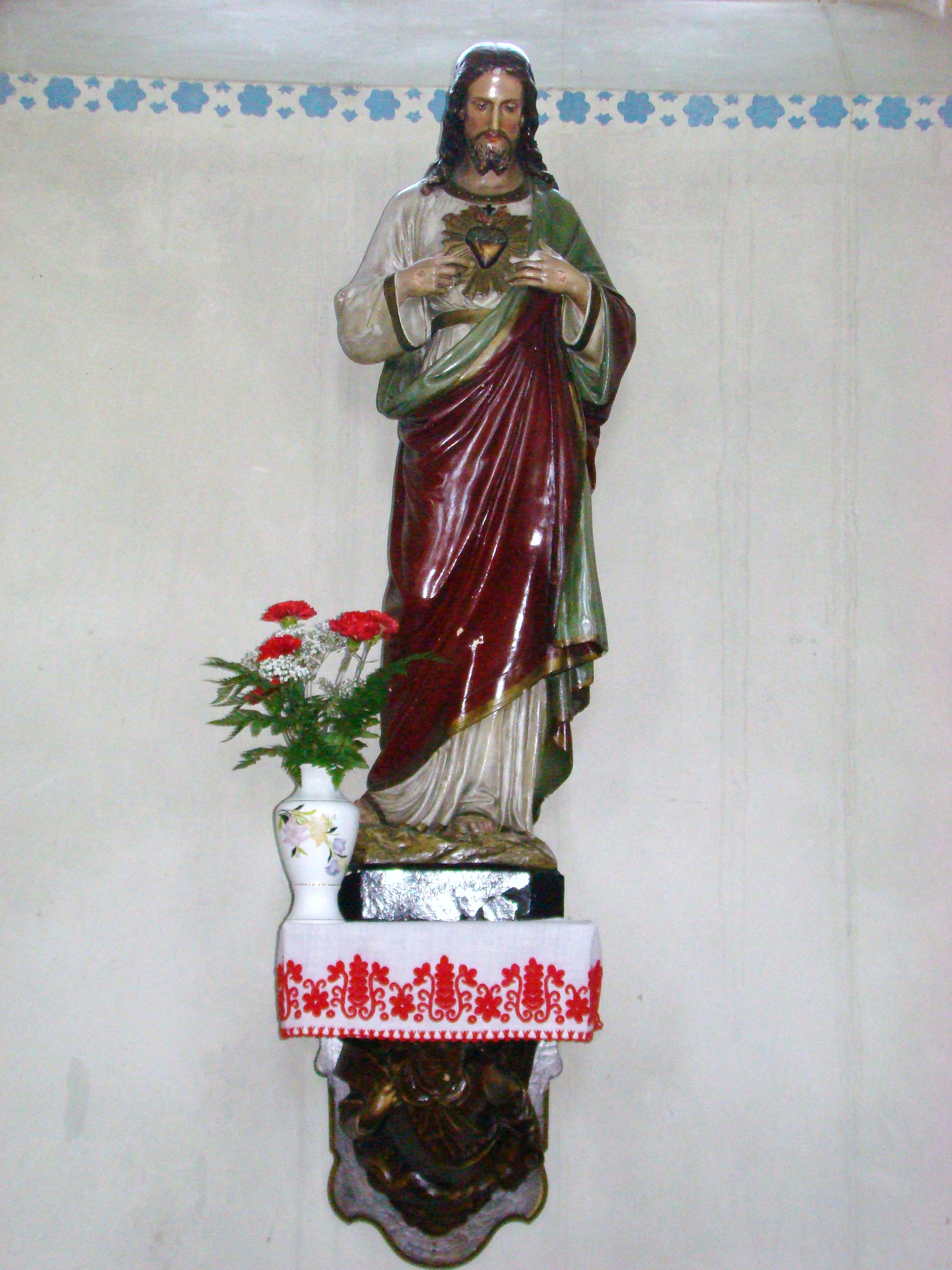
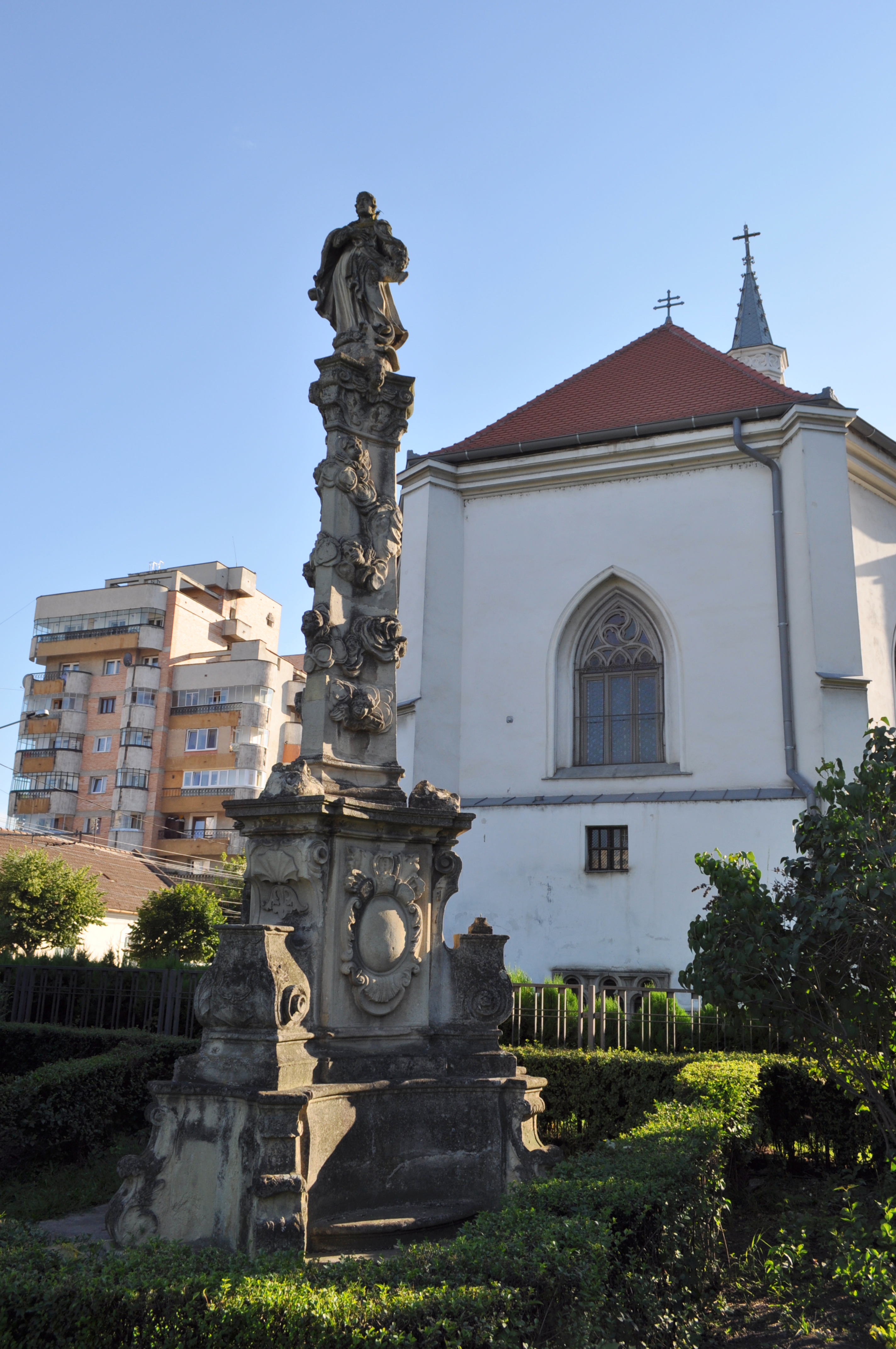
Statuia Sfintei Maria, ocrotitoarea Clujului împotriva ciumei